# Aboyeuses de Josselin

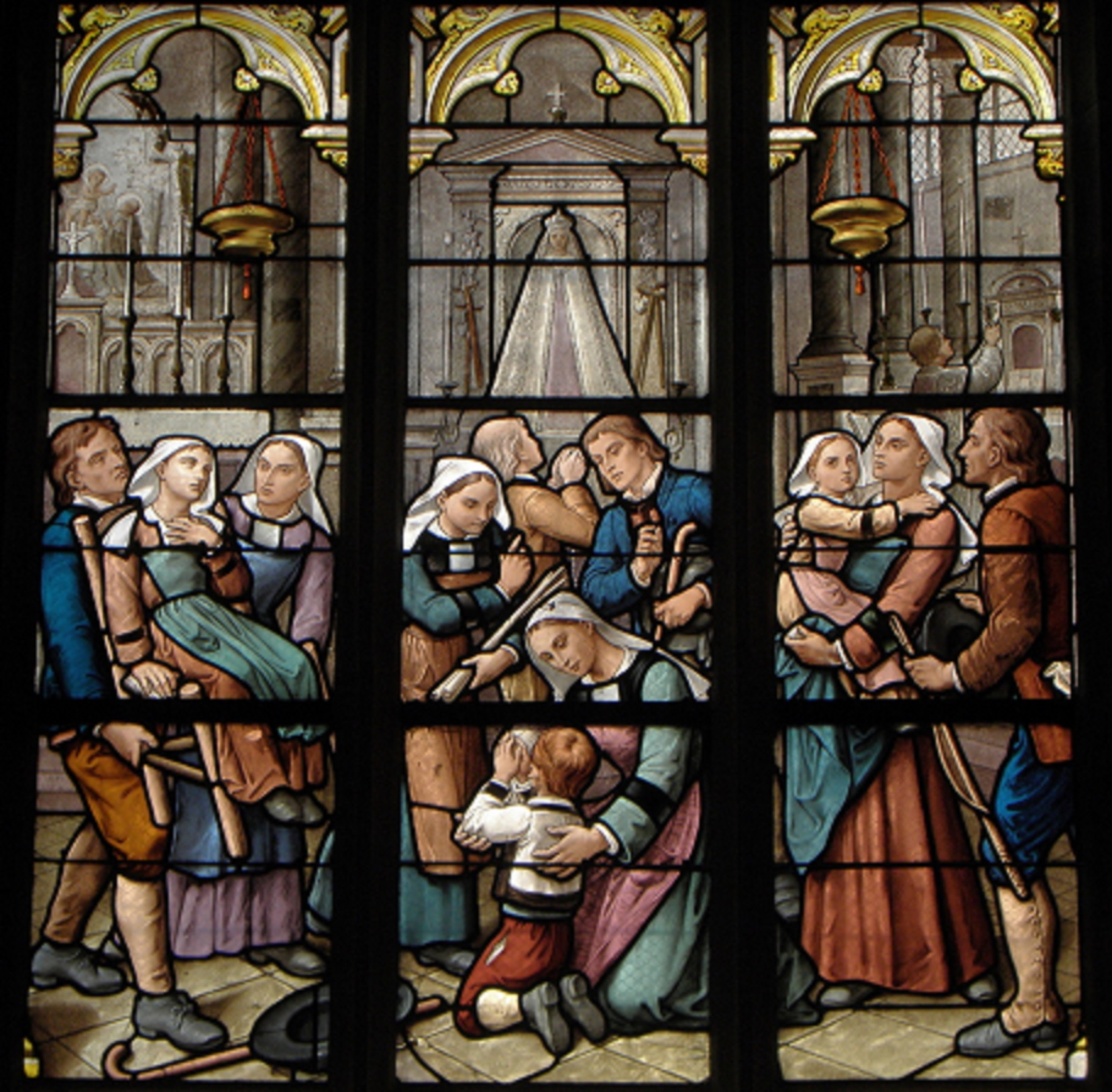
La guérison des aboyeuses, sur un vitrail de la basilique Notre-Dame-du-Roncier.

Les aboyeuses de Josselin étaient des femmes qui entraient en transe à la Pentecôte et lors du pèlerinage de Notre-Dame du Roncier à Josselin (Morbihan). Les sons rauques animaliers, semblables à des aboiements, qu'elles produisaient pendant leur crise, sont à l'origine de cette appellation.
Ce phénomène, parfois vu comme un mouvement d'hystérie collective, est étayé par de nombreux témoignages, de 1728 à 1953.

## Contexte

### Légende de Notre-Dame du Roncier
Selon la légende,, l'église Notre-Dame du Roncier tire son origine d'un évènement qui se serait produit en 808. Un paysan travaillait au bord de l'Oust lorsque sa fille qui l'accompagnait, pourtant aveugle, se serait écriée qu'elle voyait une lueur dans un buisson de ronces (un roncier). Le paysan aurait dégagé le buisson avec sa faucille et aurait découvert une statuette en bois représentant la Vierge et émettant de la lumière. Il l'aurait saisie et approchée des yeux de sa fille, qui aurait instantanément recouvré la vue. 
Ce miracle aurait été suivi de nombreux autres, si bien qu'une église aurait été érigée sur les lieux. Cette église serait à l'origine de la basilique actuelle, mais aussi de la ville de Josselin.
Pendant la Révolution française, la statue en bois de Notre-Dame du Roncier fut volée par les soldats républicains et brûlée. Mais une paroissienne réussit alors à récupérer un fragment de la statue, qui fut enchâssée dans une nouvelle statue.

### Pardon de Notre-Dame du Roncier
Le pèlerinage à Notre-Dame du Roncier existe depuis plusieurs siècles. En 1666, le père Isaac de Jésus-Marie signale qu'il attire plusieurs dizaines de milliers de fidèles chaque année à la Pentecôte.

## Historique des aboyeuses

### Les enfants de Camors
Les archives paroissiales de Josselin conservent encore un procès-verbal de 1728 décrivant avec beaucoup de précision une guérison miraculeuse survenue lors du pardon. L'année précédente, trois enfants de la paroisse de Camors, deux filles et un garçon âgés de six à douze ans, issus d'une même famille, s'étaient mis à avoir des comportements anormaux, tombant en crise plusieurs fois par jour en produisant des sons étranges. Ils se calmèrent lorsqu'on leur fit boire de l'eau de la fontaine Notre-Dame-du-Roncier, mais les crises reprirent les jours suivants. À la Pentecôte de 1728, on les amena à Josselin, où avait lieu le pèlerinage, et ils furent guéris. Cette guérison miraculeuse marqua le début du « pardon des aboyeuses ».

### Apogée et déclin du pardon des aboyeuses

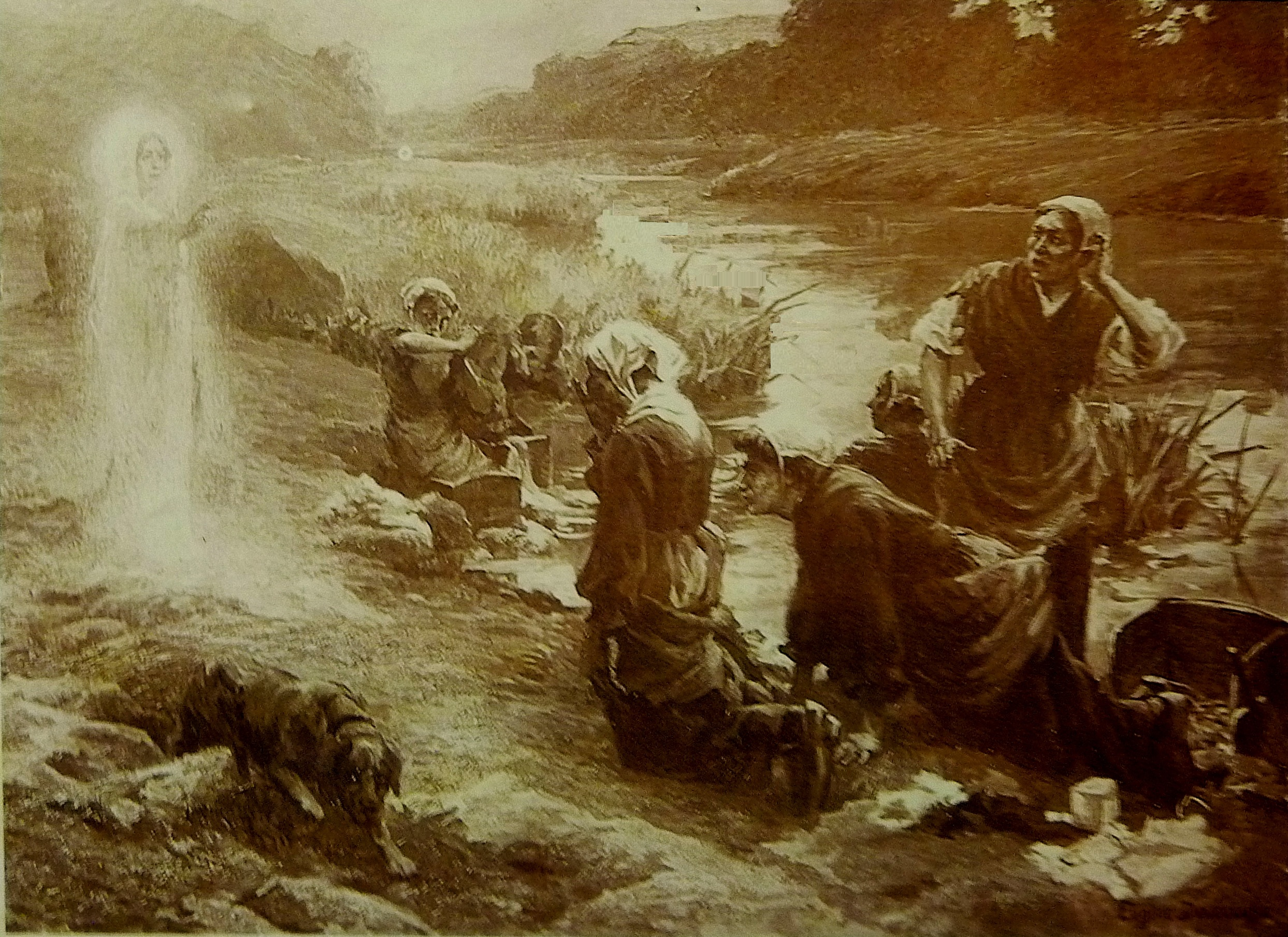
Étienne-Jean Delécluze : Les aboyeuses de Josselin (carte postale de 1918 représentant le tableau).

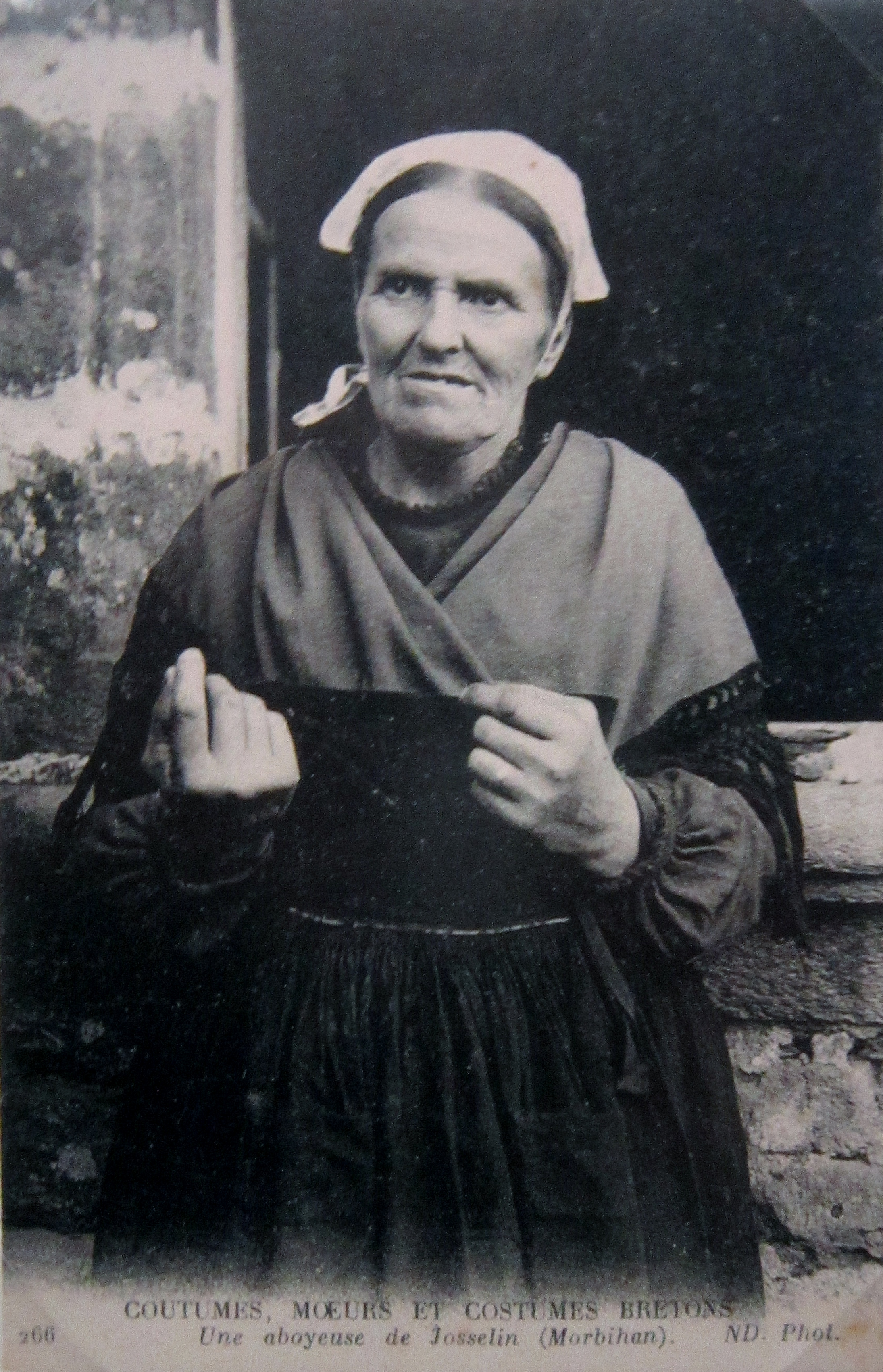
Une « aboyeuse » de Josselin (carte postale ND photo).

Plusieurs auteurs ont décrit le « pardon des aboyeuses » à partir du milieu du XIXe siècle : le philosophe Charles Jeannel, Hippolyte Violeau, Louis Hamon, etc.
Selon ces témoins, les aboyeuses n'étaient jamais originaires de Josselin, mais venaient de paroisses voisines ou éloignées. Leur nombre était modeste : chaque année, quelques femmes seulement présentaient les signes caractéristiques de la crise. Ces signes se manifestaient à leur entrée dans la ville de Josselin ou à la porte de l'église : convulsions, chute, mouvements incontrôlables, « aboiements », hurlements... Plusieurs hommes devaient se saisir de l'aboyeuse pour la conduire jusqu'à la statuette de Notre-Dame du Roncier et la lui faire baiser. Lorsque les lèvres de la femme touchaient la Vierge, la crise cessait. On la menait alors jusqu'à la fontaine pour lui faire boire de l'eau.
« Sa poitrine se gonﬂe, sa gorge siffle, une sorte de hoquet ou de sanglot s’en échappe ; puis, tout à coup, elle jappe, elle aboie, et si bien que les chiens lui répondent. Ou bien elle hurle à pleine poitrine. À la porte de l’église, ces scènes pénibles redoublent de violence ; l’aboyeuse fait des efforts désespérés pour n’en point franchir le seuil. Elle le franchit néanmoins. La foule s’écarte et fait place. L’église retentit du choc des souliers ferrés sur les dalles ; les aboiements, les hurlements se mêlent au chant de l’office. La voilà traînée jusqu’au pied du tronc, en forme de petit autel, sur lequel est posée la relique. Mais il faut lui faire appliquer les lèvres sur la vitre du reliquaire, et elle déploie une énergie diabolique pour échapper à ce baiser fatal. Deux hommes arc-boutent leurs bras sous ses épaules aﬁn de lui abaisser invinciblement la tête avec leurs mains ; d’autres lui ont saisi les bras et les jambes ; les cris deviennent plus étouffés, les saccades convulsives de ce corps, enﬁn dompté, s’arrêtent. Elle a baisé  ! » (Charles Jeannel, Les aboyeuses de Josselin, 1855)
H. de Kernouab décrit ainsi les aboyeuses en 1888 : « On désigne par le nom d'aboyeuses des femmes qui, sous l'empire d'une certaine agitation nerveuse, jettent de petits cris rauques assez semblables aux grognements d'un chien ». Au début du XXe siècle la tradition populaire fait état de femmes condamnées à ce type de convulsions ou de comportements étranges, en attribuant ce phénomène à de mauvaises attitudes que ces femmes auraient eues.
Le couronnement de Notre-Dame du Roncier en 1868 s'accompagna d'un changement de date du pèlerinage. Désormais, il aura lieu en septembre. Malgré ce changement de date, le phénomène des aboyeuses continua à se produire à la Pentecôte. Bernard Rio rapporte un témoignage selon lequel la dernière aboyeuse aurait été observée en 1953.

### Légende des aboyeuses
Une légende prétend expliquer l'origine des aboyeuses. Elle raconte que des femmes se trouvaient au lavoir lorsqu'une vieille femme en haillons arriva et leur demanda l'aumône. Les lavandières la chassèrent en lançant leurs chiens contre elle. La mendiante dévoila alors qu'elle était la Sainte Vierge et maudit ces femmes en les condamnant à aboyer comme des chiens et à transmettre cette malédiction à leurs descendantes.

### Hypothèse d'explication
Selon Maryvonne Abraham, ce culte de possession serait un souvenir du mythe de la conquête de l'Armorique par Conan Meriadec : les Bretons venus des îles de Bretagne (îles Britanniques actuelles), vainqueurs des Gaulois armoricains, n'épargnèrent que les femmes et les filles auxquelles ils coupèrent la langue de façon que leurs enfants ne parlassent plus la langue maternelle. Josselin est en pays gallo, mais à la limite du pays bretonnant. Dans la procession du pardon, les paroisses chantaient chacune dans sa langue, bretonne ou française ; l'opposition des langues est traditionnelle à Josselin. La fontaine de Notre-Dame-du-Roncier était fréquentée car ses eaux étaient réputées guérir l'épilepsie, mal probablement à l'origine de ce phénomène d'hystérie collective que constituent les « aboyeuses ».